# Cenerentola

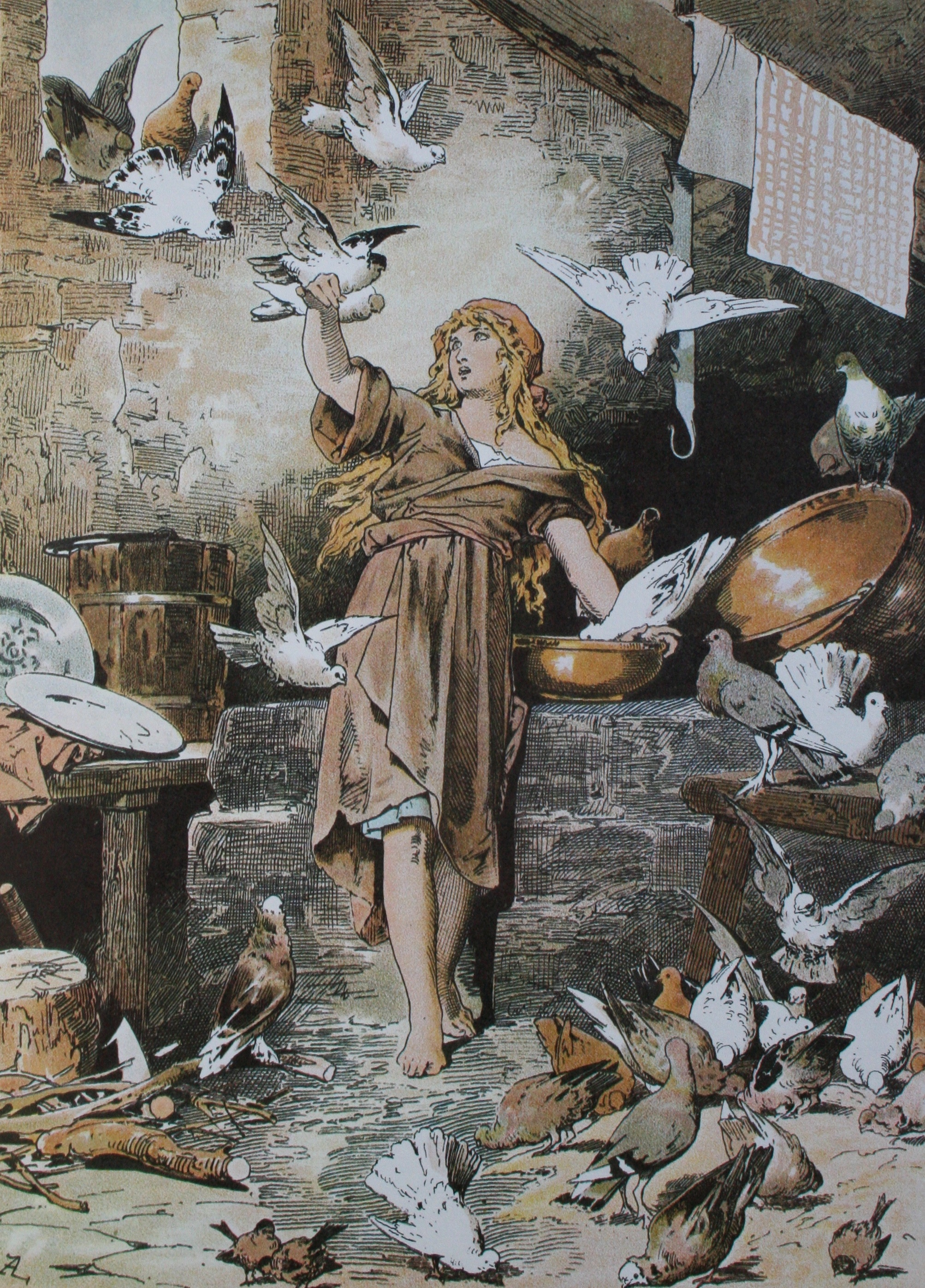
Illustrazione di Alexander Zick, Cenerentola con le colombe, ispirata alla versione dei Grimm.

Cenerentola è una fiaba popolare originatasi probabilmente dalla storia di Rodopi citata da fonti greche come fiaba dell'antico Egitto e che rappresenta la versione più antica conosciuta.
Narrata in centinaia di versioni in gran parte del mondo, è parte dell'eredità culturale di numerosi popoli. In Occidente la prima versione nota è quella di Giambattista Basile, La gatta Cenerentola, scritta in napoletano e ambientata nel Regno di Napoli, tratta dal Cunto de li cunti. Le successive versioni di Charles Perrault (ne I racconti di Mamma Oca, 1697) e dei fratelli Grimm (ne Le fiabe del focolare, 1812) furono quelle che contribuirono maggiormente alla sua popolarità. Tra le versioni tipiche moderne si deve indicare anche quella narrata nel celebre omonimo film d'animazione di Walt Disney del 1950 nonché nel remake in live action del 2015, sempre della Disney.

## Trama

### Versione di Charles Perrault

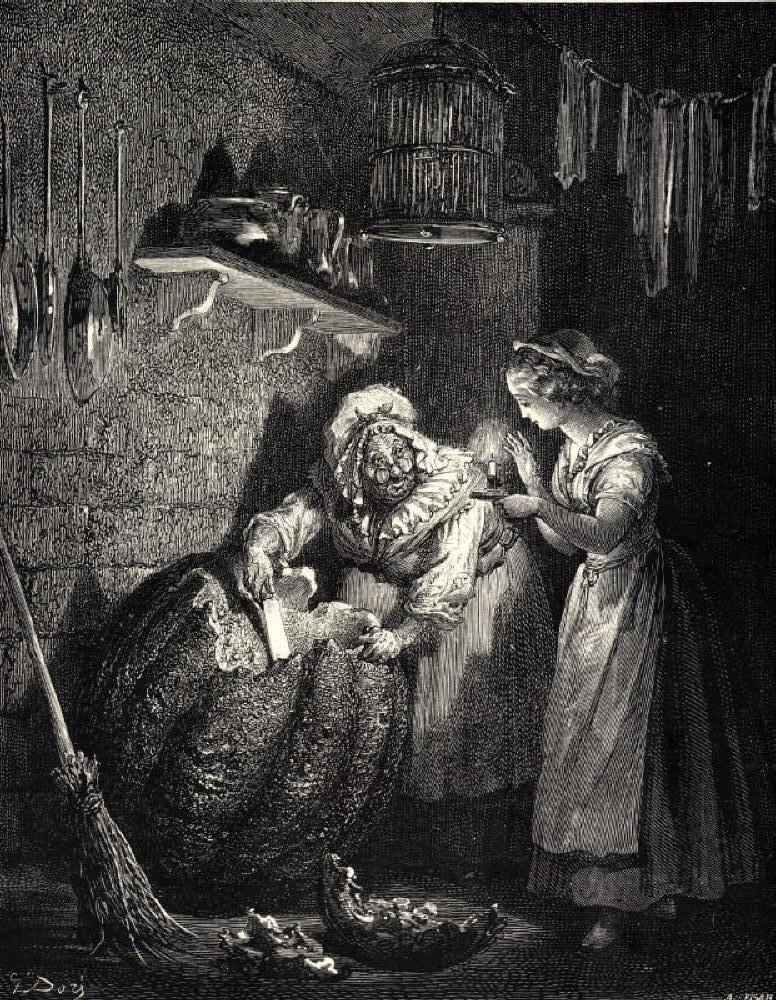
Cenerentola con la fata madrina in un'illustrazione di Gustave Doré, 1867.

Una dolce e bellissima giovane, figlia di un ricco gentiluomo, dopo la morte della madre, viene ridotta a una sguattera da quella che era la seconda moglie del padre, il quale si faceva comandare a bacchetta dalla donna e dalle sue due figlie avute dal precedente matrimonio. Costoro, sentendosi superiori a lei, la chiamano solo col nomignolo di "Culincenere", per via della cenere di cui la ragazza si sporca dormendo accanto al camino, anche se la minore delle sorellastre, meno maleducata della maggiore, la chiama "Cenerentola".
La vita della giovane Cenerentola cambia quando giunge in città la notizia che a corte si terrà un ballo organizzato dal re. Le sorellastre hanno in programma di partecipare al ballo escludendo Cenerentola. In aiuto della fanciulla accorre la sua madrina, in realtà una fata. Con la sua bacchetta magica, la donna trasforma una zucca (un cetriolo nella traduzione di Collodi) in una carrozza, dei topi in cavalli bianchi da traino e delle lucertole in valletti. Dopodiché dona a Cenerentola un meraviglioso abito principesco e un paio di scarpette di cristallo. In questo modo, la ragazza riesce a recarsi segretamente al ballo. La fata, tuttavia, raccomanda alla fanciulla di rientrare entro la mezzanotte.
Al ballo, Cenerentola attira l'attenzione del principe, che la invita a danzare con lui. Durante il rinfresco la ragazza, discorre con le sorellastre senza che queste la riconoscano. Infine Cenerentola lascia il ricevimento prima della mezzanotte. La sera seguente, sempre con l'aiuto della fata, la fanciulla si reca nuovamente al ballo con un abito più sfarzoso del precedente e trascorre ancora la serata con il principe. Tuttavia questa volta Cenerentola, innamorata, si scorda del tempo che passa: poiché l'effetto dell'incantesimo è destinato a svanire proprio a mezzanotte, ella deve fuggire di corsa allo scoccare dei dodici rintocchi e nella fuga perde una scarpa di cristallo.
Il principe trova la scarpa e, incantato, pochi giorni dopo proclama che sposerà la ragazza a cui la scarpetta calzerà a "pennello". Alcuni incaricati del principe si recano quindi in tutte le case del regno e fanno provare la scarpetta di cristallo a tutte le ragazze in età da marito, incluse le sorellastre di Cenerentola, le quali, nonostante i grandi sforzi non riescono a calzarla. Allora Cenerentola, che aveva assistito alla scena, si chiede ridendo se la scarpetta potrebbe andarle bene, ma viene subito canzonata dalle sorellastre. Il gentiluomo incaricato di far provare la scarpetta, nota la bellezza della fanciulla e insiste per provarla anche a lei.
La scarpetta calza alla perfezione al piede di Cenerentola, e allora la ragazza tira fuori a sorpresa anche la scarpetta gemella per infilarsela al piede, lasciando le sorellastre allibite. In quell'istante appare la fata madrina, che dona a Cenerentola un abito ancora più splendido dei due precedenti. Le sorelle riconoscono la fanciulla del ballo e si gettano ai suoi piedi implorando il suo perdono, sinceramente pentite di tutto il male che le hanno fatto. Dopo avere perdonato e abbracciato le sorellastre, Cenerentola viene condotta al palazzo reale, dove pochi giorni dopo si celebrano le nozze tra lei e il principe. Successivamente, Cenerentola porta anche le due sorellastre a vivere con sé alla reggia e le fa sposare lo stesso giorno con due grandi nobili della corte.

### Versione dei fratelli Grimm

#### 1812

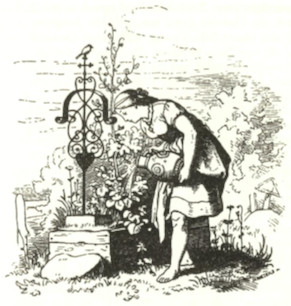
Cenerentola annaffia il nocciolo sulla tomba della madre in un'illustrazione di Ludwig Richter, 1853.

Quando la moglie di un uomo ricco cade malata, chiede alla figlia sul letto di morte di piantare un albero sulla sua tomba, che dovrà scuotere ogni qual volta avrà un desiderio da esprimere. Due anni dopo la morte della madre, il padre sposa una vedova con due figlie, tanto belle quanto maligne. La matrigna e le sorellastre rendono la vita difficile alla ragazza, costringendola non solo a fare i lavori più umili, ma anche a dormire nella cenere accanto alla stufa, motivo per cui viene chiamata "Cenerentola".
Un giorno, il re organizza un ballo della durata di tre giorni. Le sorellastre ordinano a Cenerentola di prepararle per il ballo e le danno una ciotola di lenticchie da discernere. Quando Cenerentola si mette al lavoro, due piccioni le chiedono se possono aiutarla. Cenerentola risponde: "Sì, quelle cattive nella ciotola, quelle buone nel vasino." Poi sale sul gradino più alto della colombaia e osserva le sue sorellastre ballare con il principe.
Il giorno dopo, le sorelle vedono le lenticchie riordinate e quando Cenerentola dice loro di averle viste ballare, queste ultime fanno demolire la colombaia e le danno un sacco pieno di piselli da raccogliere. I piccioni la aiutano nuovamente e le consigliano di andare dall'albero sulla tomba della madre a chiedere dei bei vestiti, ma di tornare a casa prima di mezzanotte. Così quando Cenerentola scuote l'albero e dice: “Alberello, scuotiti e scuotiti, butta giù bei vestiti per me!”, davanti a lei appaiono un vestito d'argento, perle, calze e scarpette d'argento. Dopo aver indossato il vestito, davanti alla sua porta trova una carrozza con sei cavalli neri pronti a condurla al castello. A palazzo il principe la crede una principessa straniera e le sorelle, che non la riconoscono, sono invidiose della sua bellezza. A mezzanotte Cenerentola lascia il ballo e restituisce i vestiti all'albero sulla tomba.
La mattina dopo, le sorelle sono di cattivo umore e danno a Cenerentola un'altra ciotola di piselli da raccattare. I piccioni la aiutano ancora, mentre lei va all'albero per un vestito nuovo, che stavolta è fatto d'oro e pietre preziose e riceve anche delle scarpette d'oro. Questa volta davanti alla sua porta c'è una carrozza con sei cavalli bianchi che la porterà al ballo. Quando le sorelle la vedono non la riconoscono e impallidiscono d'invidia. Ma stavolta, il principe ha messo della pece sulle scale del castello affinché non possa scappare. Cenerentola mentre balla si dimentica del tempo e quando sente l'orologio, si ricorda dell'avvertimento dei piccioni e si spaventa. Mentre corre fuori dal palazzo, una delle sue scarpe rimane attaccata alla scalinata per via della pece.
Il principe annuncia che sposerà la fanciulla che riuscirà a calzare la scarpetta, ma questa è troppo piccola per chiunque. Anche le due sorellastre tentano invano di infilarsi la scarpa ai piedi. Per riuscire a calzarla, su consiglio della madre, la prima si taglia il tallone e la seconda l'alluce. Sulla strada verso il cancello, però, l'inganno viene scoperto entrambe le volte dai piccioni che avvertono il principe. Cenerentola, che è l'unica a riuscire a calzare la scarpa, viene finalmente riconosciuta come la vera sposa.
Le sorellastre vengono punite , rimanendo accecate dai colombi. 

#### 1819''La seconda edizione''

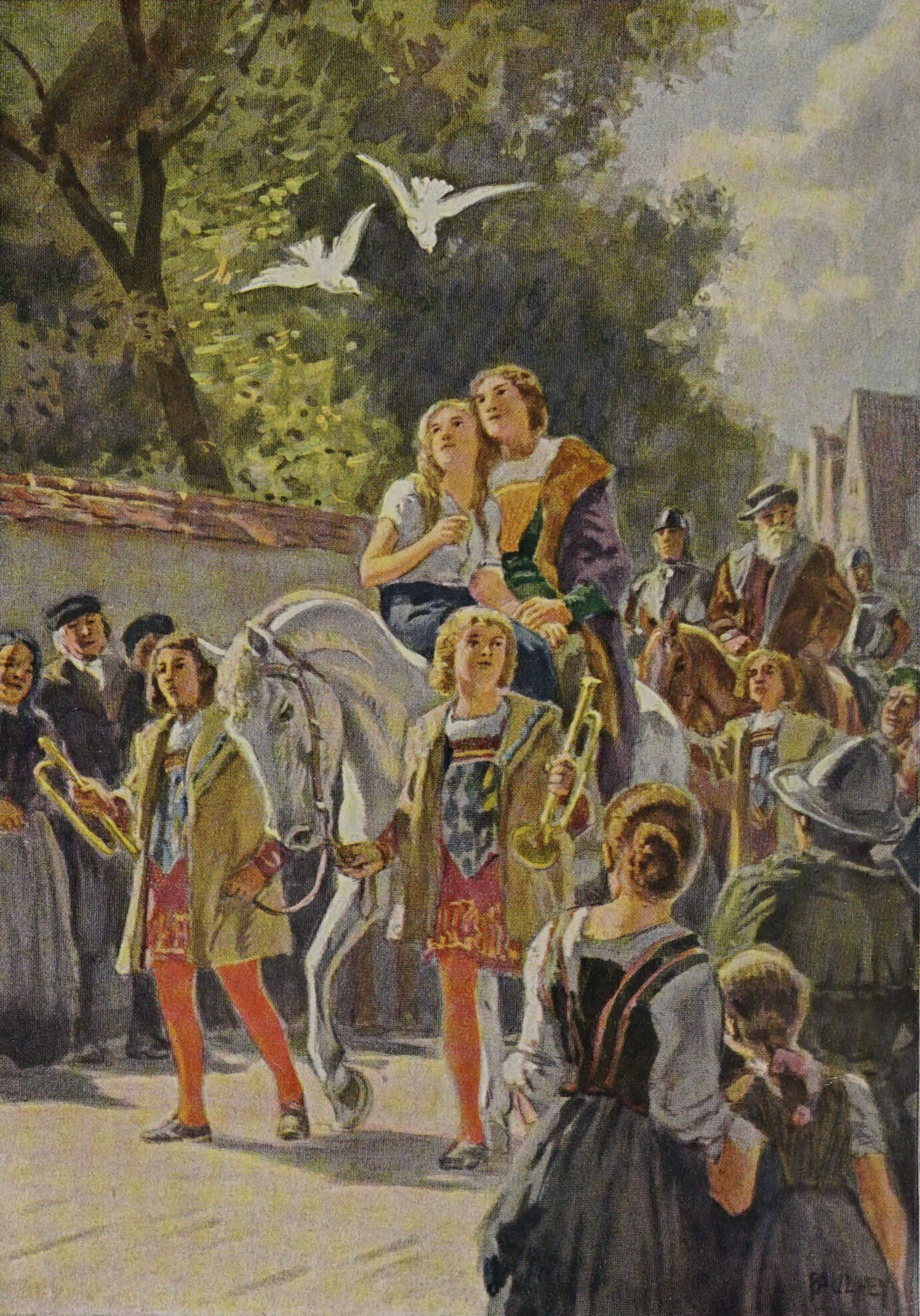
Cenerentola viene condotta dal principe a palazzo in un'illustrazione di Paul Hey, 1939.

Dalla seconda edizione del 1819 vengono apportati alcuni cambiamenti. Il ramo di nocciolo da cui cresce l'albero magico, viene chiesto in dono da Cenerentola al padre di ritorno da una fiera. Un uccellino si posa su di esso ed è lui a consegnare alla fanciulla ciò che desidera (nella prima edizione gli uccelli appaiono solo per aiutarla a separare le lenticchie). A svolgere i compiti al posto di Cenerentola, stavolta impartiti dalla matrigna, non sono più solo due piccioni ma un interno stormo. Cenerentola partecipa al ballo fin dalla prima sera e vengono omessi la carrozza con i cavalli e il coprifuoco di mezzanotte. Quando il principe insiste per accompagnarla a casa, la fanciulla salta nella colombaia. Il giovane attende il ritorno del padre di Cenerentola per raccontargli l'accaduto. Allora l'uomo sospetta che potrebbe trattarsi di sua figlia e abbatte la piccionaia con ascia e piccone, ma Cenerentola riesce a scappare da un'apertura posteriore e l'uomo non trova nessuno al suo interno. La sera successiva la ragazza viene di nuovo seguita dal principe, ma stavolta salta su un pero dietro all'orto di casa. Anche in questo caso riesce a scappare e suo padre abbatte il pero senza trovarvi sopra nessuno. Al momento di provare la scarpetta, il principe si reca direttamente alla casa di Cenerentola, conoscendo già la sua abitazione.
L'aggiunta più rilevante rispetto alla versione originale del 1812, che si concludeva con il riconoscimento della vera sposa, è l'inclusione del matrimonio di Cenerentola con il principe e la conseguente punizione delle sorellastre. Queste ultime, tentando di ingraziarsi Cenerentola, la accompagnano in chiesa. All'entrata la maggiore si trova alla destra di Cenerentola e la minore alla sua sinistra, e le colombe cavano un occhio a ciascuna. All'uscita le due si scambiano di posto e le colombe cavano loro anche l'occhio rimanente, rendendole cieche come punizione per la loro falsità e malvagità. Questa versione della storia fu riproposta, con modifiche minori, anche in tutte e cinque le riedizioni successive, fino all'ultima del 1857.

## Le versioni diCenerentola

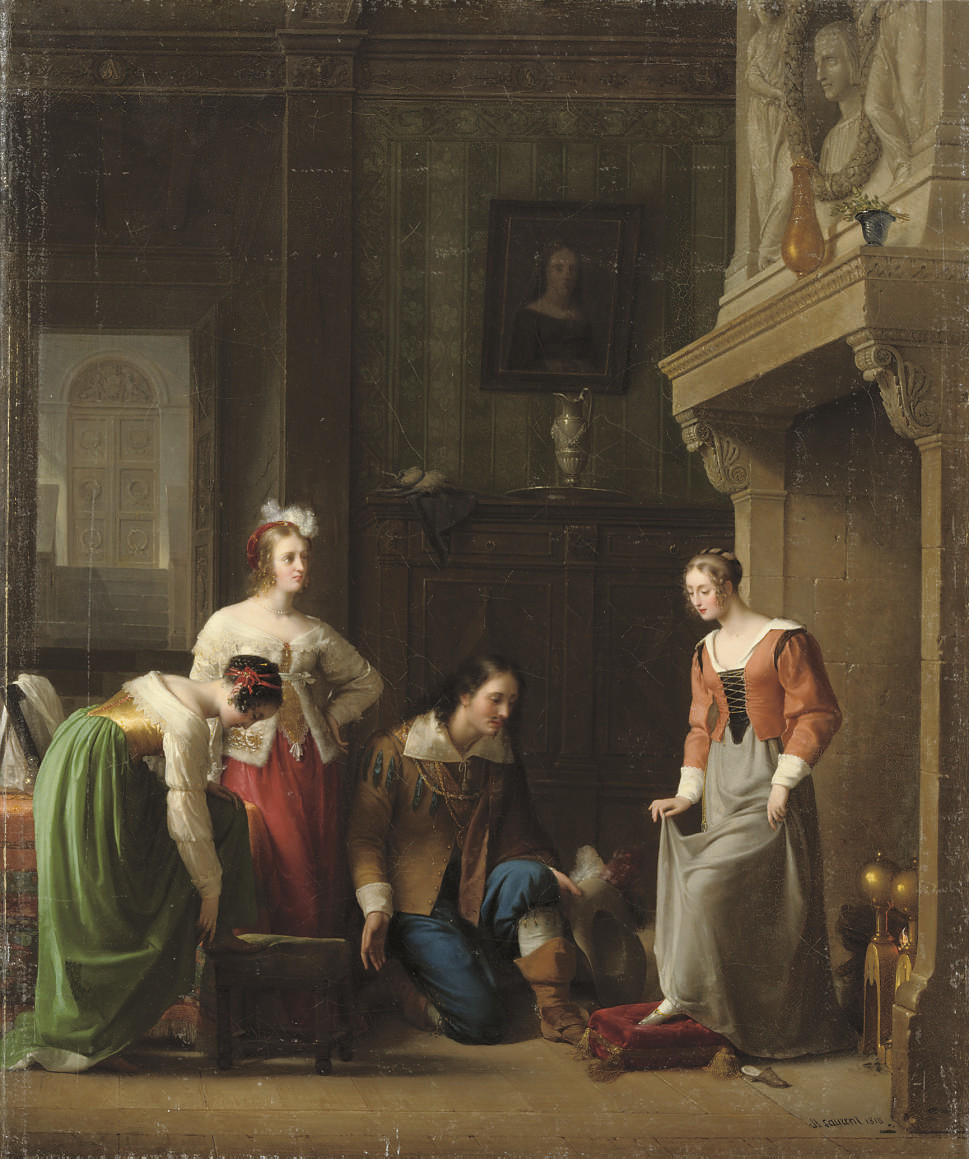
Illustrazione di Jean-Antoine Laurent, Cenerentola: un abbinamento perfetto, 1818.

Cenerentola compare in oltre trecento varianti in numerose tradizioni popolari. Nel sistema di classificazione delle fiabe di Aarne-Thompson rappresenta il tipo 510A, Persecuted Heroine. La versione più antica è già presente nella tradizione egiziana: Claudio Eliano, ad esempio, riporta la Fortunata storia dell'etera Rodopi (o Rodope) nell'Egitto della XXVI dinastia. Non c'è da meravigliarsi che anche questa fiaba, come spesso succede, sia presente in tradizioni popolari molto distanti e apparentemente non comunicanti, tanto che la ritroviamo in Cina nella storia di Yeh-Shen, raccontata da Tuan Ch'ing-Shih. Fra gli elementi della fiaba che derivano dalla versione di Ch'ing-Shih c'è quello dei piedi minuti della protagonista, notoriamente segno di nobiltà e distinzione nella cultura cinese (vedi la pratica del loto d'oro). In effetti la versione cinese enfatizzava il fatto che Cenerentola (chiamata Yen-Shen) avesse "i piedi più piccoli del regno". Nelle versioni occidentali e successive, che hanno perso questa premessa, è perciò abbastanza oscuro il motivo per cui il principe si aspetti che una sola ragazza nel regno sia in grado di indossare la scarpina ritrovata. In alcune versioni non si tratta neanche di una scarpina, ma di un anello o un bracciale. Altre volte, come in Cenciosella (Tattercoats) di Joseph Jacobs, nemmeno è presente la scarpa (in questo caso è un pastore che suona il flauto a far innamorare la protagonista e il principe).
In Europa la prima versione scritta della fiaba è quella di Giambattista Basile, pubblicata in napoletano nel 1634 con il titolo La gatta Cenerentola nel Pentamerone. Essa contiene diversi elementi di base per le future versioni della storia: la perfida matrigna e le cattive sorellastre, delle trasformazioni magiche, la perdita di una scarpetta e la ricerca da parte del principe della sua proprietaria.
Diversa è invece la versione di Charles Perrault del 1697, Cendrillon ou la Petite Pantoufle de verre ("Cenerentola o la scarpetta di vetro"), inserita nella raccolta I racconti di Mamma Oca. Perrault depura la versione di Basile da alcuni aspetti aspri e crudi al fine di renderla più adatta a essere raccontata a corte presso il re di Francia. La popolarità di questa versione risiede nell'introduzione di alcuni elementi divenuti iconici, come: la zucca tramutata in carrozza, la fata madrina e la scarpetta di cristallo. Una traduzione italiana della versione di Perrault, fu eseguita da Carlo Collodi nel 1876 per la raccolta I racconti delle fate, con alcune differenze di adattamento.
La versione dei fratelli Grimm fu pubblicata nel 1812 in Le fiabe del focolare al numero 21, con il titolo di Aschenputtel, dove Cenerentola non ha la stessa dignità regale della versione di Perrault, ma è molto più umana. Anche il finale è molto diverso da quello di Perrault e la scarpetta in questa versione è d'oro. In questa variante Cenerentola, al posto di una fata, ha dalla sua parte un albero magico di nocciolo e dei fedeli uccelli magici da richiamare con delle frasi in rima. A partire dalla seconda edizione del volume, edita nel 1819, i Grimm inserirono una conclusione in cui le due sorellastre subiscono una terribile punizione da parte degli uccelli di Cenerentola. Una variante della fiaba molto simile all'ultima edizione dei Grimm, Aschenbrödel, fu pubblicata da Ludwig Bechstein nel 1845 in Deutsches Märchenbuch.
Fra le altre versioni si possono ricordare in particolare Il vasetto magico (fiaba persiana), Zolushka (fiaba russa), Peldicenere (fiaba inglese), Natiki (fiaba africana). Gli elementi variabili sono numerosi; si può correttamente dire che ogni gruppo sociale e ogni popolo abbia rimaneggiato alcuni elementi della favola, enfatizzandone alcuni ed eliminandone o modificandone altri in modo da riflettere la stessa situazione generale in contesti sociali e storici diversi. La diffusione di questa favola è tale che non pare fuori luogo collocarla nel contesto del mito, né è privo di senso tentare di metterla in relazione con archetipi psicologici e psicoanalitici (vedi per esempio le interpretazioni di Bruno Bettelheim). Ancora oggi continuano a nascere nuove versioni della favola, come The Egyptian Cinderella di Shirley Climo e Cinderella Story di Mark Rosman con Hilary Duff.

## Usi metaforici del nome Cenerentola
La favola di Cenerentola è un riferimento estremamente comune nella nostra cultura. Il nome Cenerentola viene usato come appellativo con una sorprendente varietà di significati metaforici derivanti da altrettanti elementi della fiaba. In riferimento al modo in cui Cenerentola appare nella prima parte della fiaba con Cenerentola si può intendere una persona remissiva, mite, o costretta a una vita modesta; talvolta, con un ulteriore riferimento allo stato di Cenerentola prima della morte della madre, ci si riferisce invece a una persona che ha sempre vissuto protetta e si trova a dover fare i conti con la dura realtà delle fatiche quotidiane. In ambito calcistico, si utilizza il termine Cenerentola per indicare una squadra di modesta importanza che arriva nelle zone alte della classifica o si inoltra nella fase finale delle competizioni europee.
Se invece ci si riferisce al finale della favola, il nome Cenerentola spesso indica una persona che si è inaspettatamente e completamente riscattata da una vita misera o modesta; per esempio, persone arricchitesi in modo improvviso, magari anche fortuito, come i vincitori di una lotteria (nel caso si parli di uomini nei Paesi di lingua inglese si usa l'espressione cinderella man, resa celebre anche dalla vicenda del pugile americano James J. Braddock). Più specificamente in relazione al ballo e al vestito la figura di Cenerentola viene utilizzata per riferirsi a un certo stile di abito da sposa e all'idea comune a molte spose che l'abito "le trasformi in principesse per un giorno".
Non raramente Cenerentola viene citata direttamente o indirettamente dalle pubblicità di abiti nuziali e di altri prodotti correlati. Non mancano usi metaforici del nome Cenerentola legati ad aspetti secondari della favola, come per esempio per riferirsi a persone con i piedi piccoli, o che sono solite ritirarsi dalla vita sociale a un'ora fissata, troncando bruscamente qualsiasi attività, come Cenerentola a mezzanotte.

## Adattamenti
La favola di Cenerentola è un riferimento estremamente comune nella nostra cultura e ne sono state realizzate decine, se non addirittura centinaia, di adattamenti. Alcuni esempi sono riportati di seguito.

### Opera lirica
- Cendrillon (1759), di Jean-Louis Laruette
- Cendrillon (1810), di Nicolas Isouard
- Agatina, o la virtù premiata (1814) di Stefano Pavesi
- La Cenerentola (1817), di Gioachino Rossini
- Cendrillon (1895), di Jules Massenet
- Cendrillon (1904), di Pauline Viardot
- La Cenicienta (1966), di Jorge Peña Hen.

### Balletto
- Cenerentola (1893), di Boris Vietinghoff-Scheel
- Aschenbrödel (1901), di Johann Strauss junior
- Cenerentola (1945), di Sergej Sergeevič Prokof'ev.

### Teatro
- La gatta Cenerentola (1976), di Roberto De Simone
- Dodici cenerentole in cerca d'autore (1976), testo di Rita Cirio e illustrazioni di Emanuele Luzzati
- Into the Woods (1986) di Stephen Sondheim e James Lapine
- Cendrillon (2011), di Joël Pommerat
- Rodgers + Hammerstein's Cinderella (2013) di Richard Rodgers e Oscar Hammerstein II, tratto dal film televisivo del 1957
- Cercasi Cenerentola - Il musical (2014), di Stefano D'Orazio
- Cinderella (2021) di Andrew Lloyd Webber.

### Cinema
- Cendrillon (1899), di Georges Méliès
- Cinderella (1911), di George Nichols con Florence La Badie
- Cendrillon ou La Pantoufle merveilleuse (1912), di Georges Méliès
- Cinderella (1914), di James Kirkwood con Mary Pickford
- Aschenbrödel (1916), di Urban Gad
- Cenerentola (1920), di Ugo Falena e Giorgio Ricci
- Aschenputtel (1922), di Lotte Reiniger
- La favola di Cenerentola (1923), di Ludwig Berger
- Cinderella (1925), di Walter Lantz
- Cinderella Blues (1931), di Harry Bailey e John Foster
- Cenerentola (1934), di Dave Fleischer
- Cinderella (1937), di Pierre Caron
- A Coach for Cinderella (1936), di Max Fleischer
- A Ride for Cinderella (1937), di Max Fleischer
- Farewell to Cinderella (1937), di Maclean Rogers
- Zoluška (1947), di Nadežda Nikolaevna Koševerova e Michail Šapiro con Janina Žejmo, Aleksej Konsovskij e Ėrast Garin
- Cenerentola (1949), di Fernando Cerchio
- Cenerentola (Cinderella) (1950), di Walt Disney con i seguiti:
  - Cenerentola II - Quando i sogni diventano realtà (Cinderella II: Dreams Come True) (2002)
  - Cenerentola III - Il gioco del destino (Cinderella III: A Twist in Time) (2007)
- Il cenerentolo (Ancient Fistory), cortometraggio di Braccio di Ferro diretto da Seymour Kneitel
- La scarpetta di vetro (The Glass Slipper) (1955), di Charles Walters con Leslie Caron e Estelle Winwood
- Aschenputtel (1955), di Fritz Genschow
- Cenerentola e il bicchiere della staffa (Señorella and the Glass Huarache), cortometraggio della serie Looney Tunes diretto da Hawley Pratt
- La meravigliosa favola di Cenerentola (Sinderella Kül Kedisi) (1971), di Süreyya Duru con Zeynep Değirmencioğlu e Suna Selen
- Cenerentola (Tři oříšky pro Popelku) (1973), di Václav Vorlíček con Libuše Šafránková, Pavel Trávníček e Carola Braunbock
- La principessa sul pisello (1973) di Piero Regnoli, interpretata da Susanna Martinková
- La scarpetta e la rosa (The Slipper and the Rose) (1976), di Bryan Forbes con Richard Chamberlain, Margaret Lockwood e Gemma Craven
- Cenerentola (Cinderella hime) (1979) cortometraggio anime della serie Le più famose favole del mondo (Sekai meisaku dōwa manga shirīzu) della Toei Animation
- Cenerentola (Zolushka) (1979), mediometraggio di Ivan Aksenchuk
- Cenerentola (Aschenputtel) (1989), di Karin Brandauer con Roswitha Schreiner, Krista Stadler e Petra Vigna
- Cenerentola (Hello Kitty no Cinderella) (1989), mediometraggio di Masami Hata
- Cenerentola (Cinderella) (1990), cortometraggio d'animazione direct-to-video dell'American Film Investment Corporation
- Fantasia Magica (The Magic Riddle) (1991), di Yoram Gross
- Cenerentola (Cinderella) (1994), film d'animazione direct-to-video di Toshiyuki Hiruma
- La leggenda di un amore - Cinderella (Ever After) (1998), di Andy Tennant con Anjelica Huston, Drew Barrymore e Dougray Scott
- Cenerentola per sempre (Cinderella) (2000), di Beeban Kidron con Kathleen Turner, David Warner e Marcella Plunkett
- Shrek 2 (2002), di William Steig. Compare Doris, una delle sorellastre, che ritorna assieme a Cenerentola in Shrek terzo (Shrek the Third) (2007)
- Ella Enchanted - Il magico mondo di Ella (Ella Enchanted) (2004), di Tommy O'Haver con Anne Hathaway e Hugh Dancy
- A Cinderella Story (A Cinderella Story) (2004), di Mark Rosman con Hilary Duff e Chad Michael Murray
- Cenerentolo (2004), regia di Alessandro Paci
- Another Cinderella Story (2008), film direct-to-video di Damon Santostefano con Selena Gomez e Andrew Seeley
- Cendrillon au Far West (2012), di Pascal Hérold
- Into the Woods (2014), di Rob Marshall con Anna Kendrick, adattamento del musical omonimo
- Cenerentola (Cinderella) (2015), di Kenneth Branagh con Lily James e Richard Madden, remake del classico Disney del 1950
- Avengers Grimm (2015), di Jeremy M. Inman con Milynn Sarley, Lou Ferrigno e Casper Van Dien
- Gatta Cenerentola (2017), di Ivan Cappiello, Dario Sansone, Marino Guarnieri, Alessandro Rak
- Ella e il Principe Segreto (Cinderella and the Secret Prince) (2018), di Leo Lewis Liao e Lynne Southerland
- Cenerentola (Cinderella), regia di Kay Cannon (2021)
- Tre noci per Cenerentola (Tre nøtter til Askepott) (2021), regia di Cecilie A. Mosli, remake del film ceco del 1973
- Ella e la Maghetta (Cinderella and the Little Sorcerer) (2021), di Alice Blehart e Paulette Victor Lifton, seguito di Ella e il Principe Segreto
- Sneakerentola (2022), regia di Elizabeth Allen Rosenbaum.

### Televisione
- Cinderella (1957), adattamento musicale televisivo di Rodgers e Hammerstein, Alfredo Antonini direttore musicale, interpretata da Julie Andrews, Alice Ghostley ed Edie Adams[7][8]
- Cenerentola (1960), film televisivo di Stefano De Stefani con Virna Lisi
- Cinderella (1965), remake dell'omonimo musical di Rodgers e Hammerstein con Lesley Ann Warren, Stuart Damon e Ginger Rogers
- Popelka (1969), film televisivo di Vlasta Janecková con Eva Hrusková, Jirí Stedron e Jan Tríska
- Cenerentola (Cinderella monogatari) (1995), anime di Hiroshi Sasagawa
- Cenerentola (Rodgers and Hammerstein's Cinderella) (1997), film televisivo di Robert Iscove con Whitney Houston, Brandy e Whoopi Goldberg, secondo remake dell'omonimo musical del 1957
- Flor - Speciale come te (2004-2005), telenovela argentina con Florencia Bertotti
- Cinderella eonni (lett. La sorella di Cenerentola) (2010), serie televisiva sudcoreana
- Aschenputtel (2010), film televisivo di Susanne Zanke con Emilia Schüle, Max Felder e Simone Thomalla
- Cenerentola (2011), fiction di Rai 1 con Vanessa Hessler, Flavio Parenti e Natalia Wörner
- Cinderella-wa ne myeong-ui gisa (lett. Cinderella and Four Knights) (2016), serie televisiva sudcoreana
- A Cinderella Story: Se la scarpetta calza (2017), film TV con Sofia Carson
- A Cinderella Story: Christmas Wish (2019), film TV di Michelle Johnston con Laura Marano

### Musica
- Cinderella è un gruppo hard rock statunitense
- Cinderella (She Said Her Name) è una canzone di Bob Sinclar
- Cinderella è una canzone del 1985 di Martinelli
- Cenerentola è una canzone del 2016 di Achille Lauro